# Bockworst

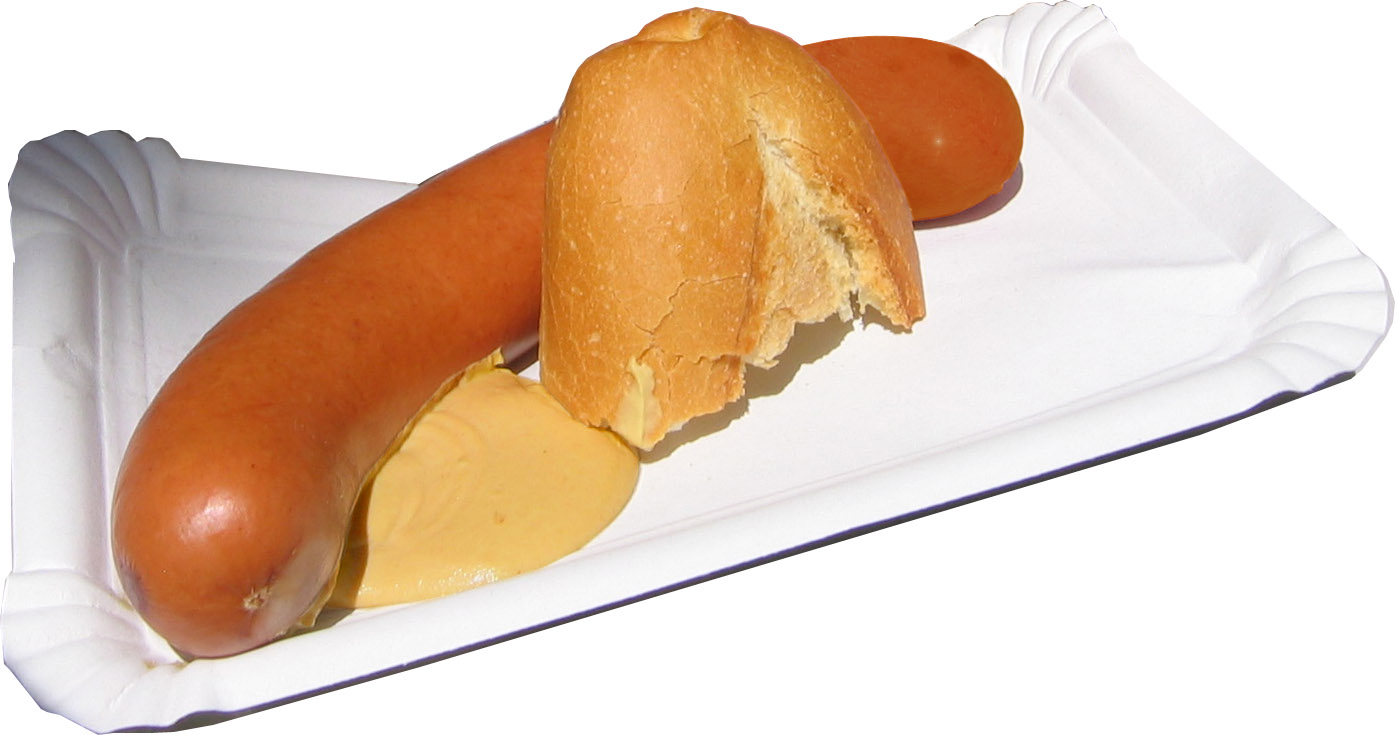
Bockworst met mosterd

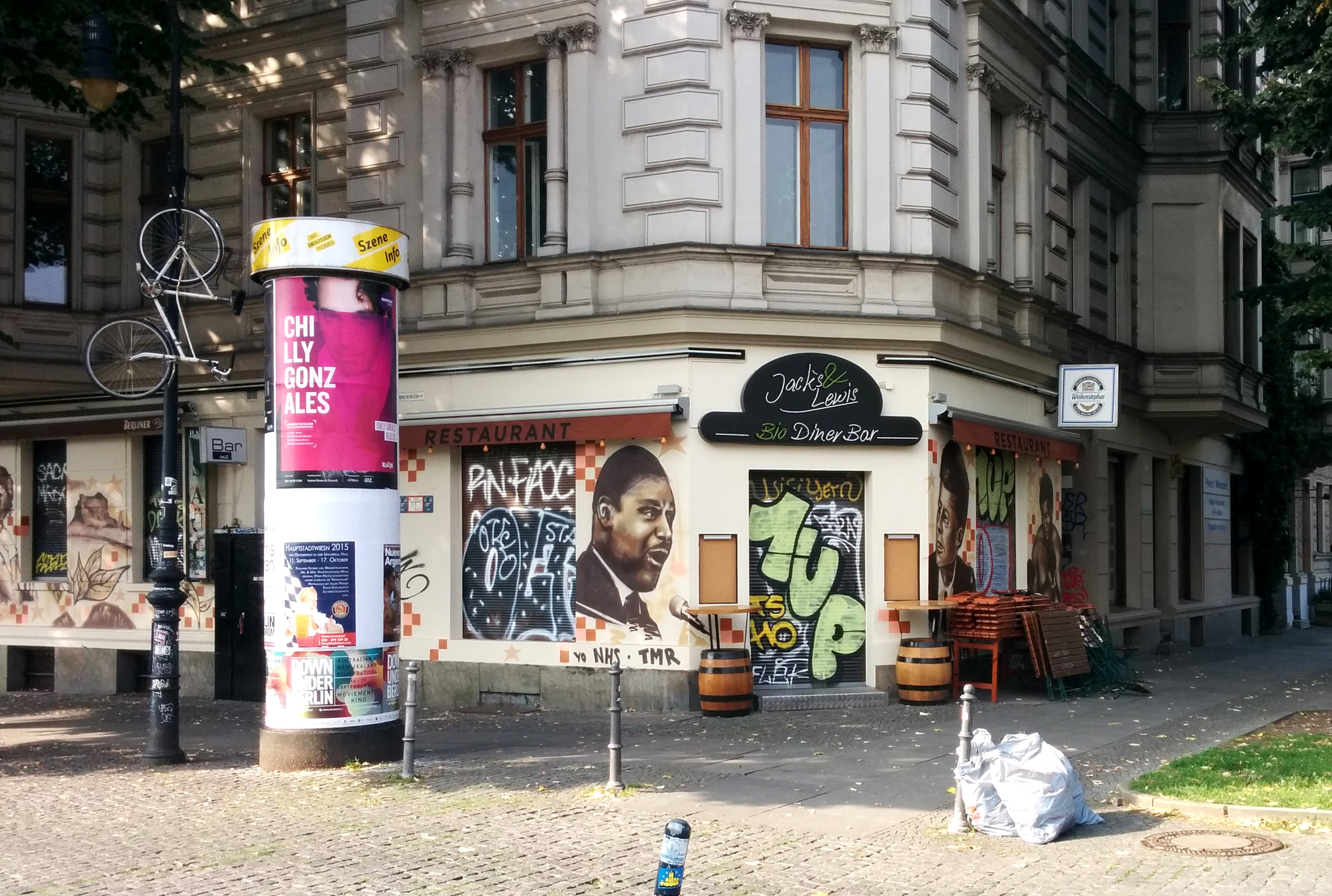
Café in Berlin-Kreuzberg, waar de bockworst uitgevonden zou zijn

Een bockworst (Duits: Bockwurst) is een Duitse worst gemaakt van kalfs- of varkensgehakt. Bockworst wordt gekruid met zout, witte peper en paprikapoeder. Andere kruiden, zoals majoraan, bieslook en peterselie, worden ook vaak toegevoegd.

## Consumptie
Normaliter wordt een bockworst geserveerd met mosterd en een broodje of aardappelsalade op een bord. Het komt voor dat de bockworst direct in het broodje wordt opgediend en wordt bedekt met mosterd. In sommige regio's in Duitsland wordt kartoffelsuppe (aardappelsoep) geserveerd bij een bockworst.

## Geschiedenis
In de 19e eeuw ontstond de benaming bockworst voor worsten die gedurende het bokbierseizoen gegeten werden. De bockworst werd voor het eerst vermeld in 1827 in een Beiers woordenboek als ´geliefd oud-Münchens ontbijt´. Niettemin bestaat er een broodjeaapverhaal dat de uitvinding van de bockworst toeschrijft aan de Berlijnse restauranteigenaar R. Scholtz in 1889.
Bockworst is gedurende het hele jaar verkrijgbaar bij slagerijen, eenvoudige restaurants, snackbars, kraampjes op straat, sommige bakkerijen en tankstations.